# 麻城农村商业银行
湖北麻城农村商业银行股份有限公司，简称麻城农商银行，是位于湖北省麻城市的一家股份制农村商业银行。2014年经中国银监会批复筹建，2015年获批开业。由原麻城市农村信用社联社及辖内网点改制而成，注册资本3.5亿元。